# Arcidosso
Arcidosso ist ein Ort mit 4227 Einwohnern (Stand 31. Dezember 2023) in der Provinz Grosseto, Region Toskana in Italien.

## Geografie

Lage der Gemeinde Arcidosso in der Provinz Grosseto

Der Ort erstreckt sich über rund 93 km². Er liegt etwa 35 km nordöstlich von Grosseto, 100 km südlich von Florenz und 70 km östlich vom Tyrrhenischen Meer im Weinbaugebiet des Montecucco. Der Gipfel des Monte Amiata liegt in ca. 12 km Entfernung. Der Ort ist Teil der Comunità montana dell’Amiata grossetano und liegt in der klimatischen Einordnung italienischer Gemeinden in der Zone E, 2 258 GG. Nahe dem Ortszentrum entspringt der Torrente Ente, zudem liegt der Ort an den Flüssen Albegna (2 km im Ortsgebiet) und Zancona (12 von insgesamt 17 km im Ortsgebiet).
Der historische Ortskern ist unterteilt in Ortsdrittel (Terzieri). Das Terziere del Castello umfasst das Gebiet nahe der Burg, das Terziere di Codaccio (auch Borgo Pianese genannt) das nahe der Kirche San Leonardo und das Terziere Sant’Andrea (auch Borgo Talassese genannt) das nahe der gleichnamigen Kirche.
Zu den Ortsteilen zählen Bagnoli (672 Höhenmeter, ca. 360 Einwohner), Le Macchie (750 m, ca. 100 Einwohner), Montelaterone, Salaiola (740 m, ca. 40 Einwohner), San Lorenzo (669 m, ca. 210 Einwohner), Stribugliano (775 m, ca. 250 Einwohner) und Zancona (775 m, ca. 80 Einwohner). Der Hauptort selbst hat ca. 1.900 Einwohner.
Die Nachbargemeinden sind Campagnatico, Castel del Piano, Cinigiano, Roccalbegna und Santa Fiora.

## Geschichte

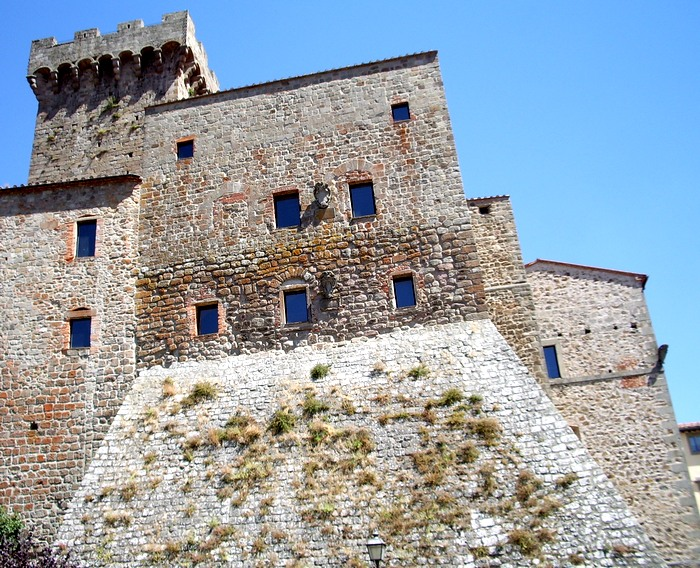
Burg der Aldobrandeschi

Erstmals geschichtliche erwähnt wurde der Ort 860. Der Name stammt wahrscheinlich aus den lateinischen Wörtern arx (Festung, Burg) und dossum (ursprünglich dorsum, Rücken). 1121 fiel der Ort in den Besitz der Aldobrandeschi, nach der Teilung der Familienzweige gehörte er dann ab 1274 zu dem aus Santa Fiora. Nach langer Belagerung durch Guidoriccio da Fogliano wurde Arcidosso 1331 von der Republik Siena erobert. Das Stadtwappen Sienas befindet sich heute noch im Wappen Arcidossos eingebunden. Nach der Niederlage der Seneser Republik 1555 gegen die Republik Florenz fiel der Ort ebenfalls dem Herzogtum Toskana zu. Die Bevölkerung wird neben der offiziellen Bezeichnung Arcidossìni auch Caperci (von caparbi = Sturköpfe) genannt.

## Sehenswürdigkeiten

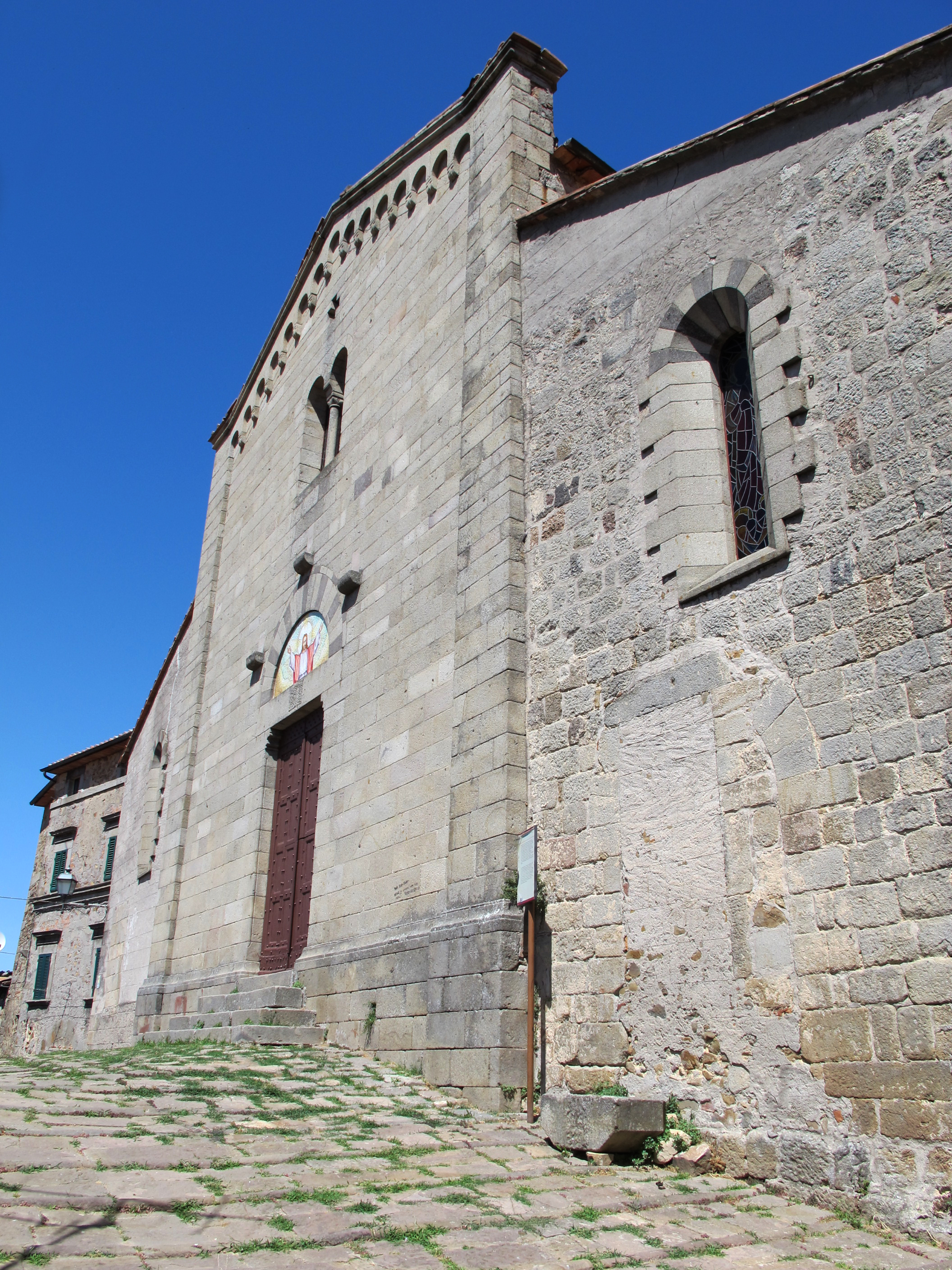
Die Kirche Chiesa di San Niccolò

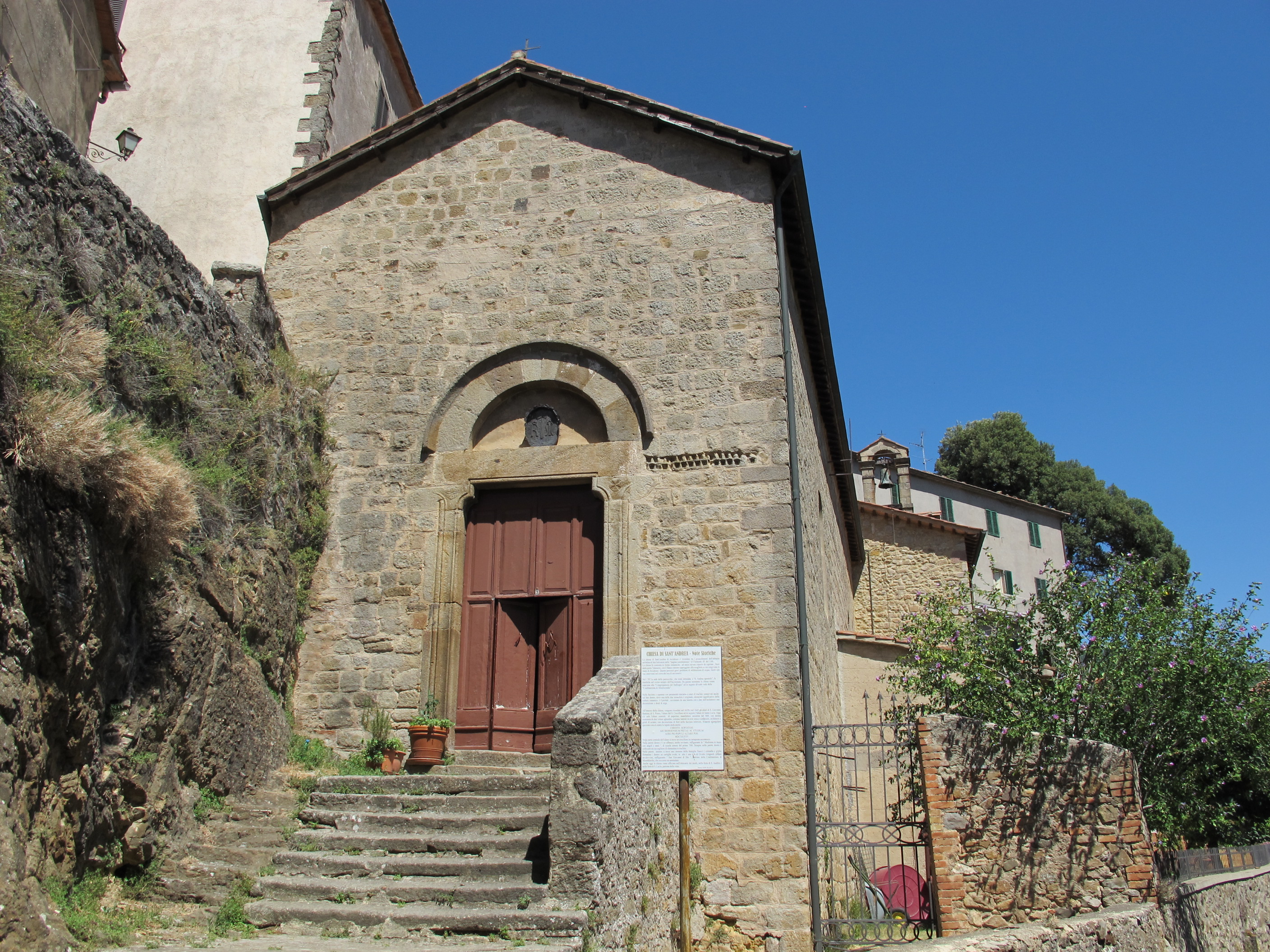
Die Kirche Sant’Andrea

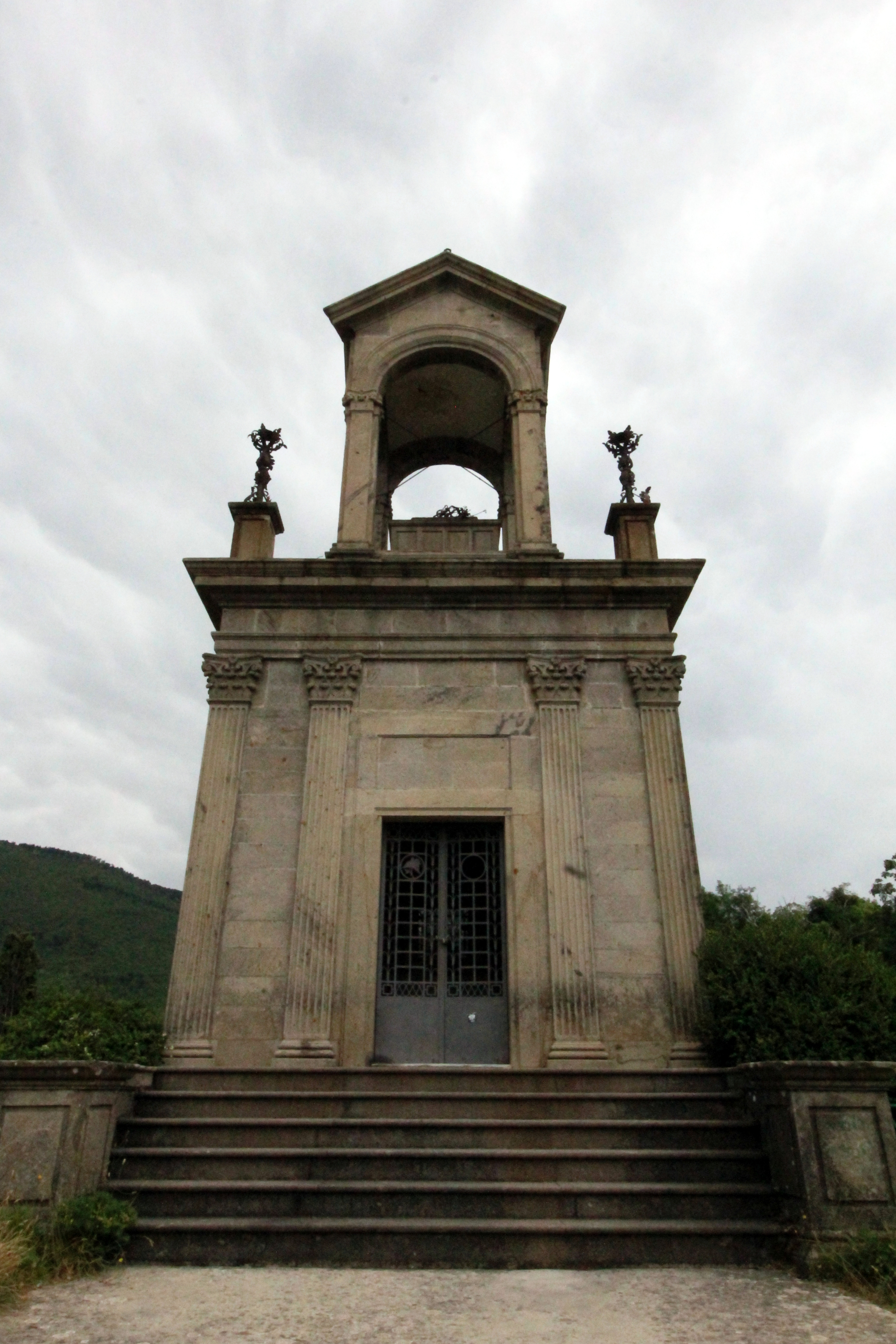
Denkmal Monumento ai caduti

- Chiesa di San Leonardo, bereits 1144 erwähnte und älteste Kirche des Ortes, wurde am Anfang des 17. Jahrhunderts erweitert und von 1934 bis 1943 renoviert. Enthält das Werk Decollazione del Battista (von Dezember 1588 bis August 1589 entstanden) von Francesco Vanni.
- Chiesa di San Niccolò, Kirche aus dem 12. Jahrhundert.
- Chiesa di Sant’Andrea Apostolo, Kirche außerhalb der Porta Talassese, die 1672 erweitert und 1782 von Leonardo Ximenes restauriert wurde.
- Rocca aldobrandesca, um 950 entstandene Burg der Aldobrandeschi im Ortskern von Arcidosso.
- Mura di Arcidosso, im 13. Jahrhundert errichtete und heute noch erhaltene Stadtmauer mit den Stadttoren Porta del Castello und Porta di Mezzo (mit dem 1835 entstandenen Uhrturm Torre dell’Orologio) aus dem ersten Stadtmauerring und Porta Talassese aus dem Zweiten. Das vierte Stadttor Porta Codaccio ist heute nicht mehr vorhanden.
- Santuario della Madonna delle Grazie, auch Madonna dell’Incoronata genannt, Sanktuarium außerhalb der Stadtmauern. Enthält die Werke Vergine in gloria tra i Santi Sebastiano e Rocco und Madonna della Neve (Miracolo della Neve) von Ventura Salimbeni.
- Convento dei Cappuccini, Konvent außerhalb der Stadtmauern, der zwischen 1590 und 1593 entstand. Enthält von Francesco Vanni das Werk Madonna in trono con il Bambino e i Santi Bernardino da Siena, Francesco e Leonardo (1593 entstanden).
- Monumento ai caduti, Kriegsdenkmal, entstand von 1923 bis 1928 durch Giulio Becchini und Renato Della Rocca und erinnert an die 160 Opfer des Ersten Weltkrieges, die aus Arcidosso stammten.[5]
- Gompa di Merigar West, buddhistischer Tempel nahe dem Ortsteil Zancona.
- Monte Labbro, Berg mit 1193 Metern Höhe an der Südspitze des Amiata.
- Chiesa di San Clemente, Kirche im Ortsteil Montelaterone, enthält Werke von Giuseppe Nicola Nasini.
- Chiesa della Misericordia, auch Madonna delle Grazie genannt, Kirche im Ortsteil Montelaterone aus der zweiten Hälfte des 17. Jahrhunderts. Enthält Mauergemälde von Francesco Nasini (Santi Sebastiano, Francesco e Rocco, Quattro Evangelisti und Cristo benedicente sowie eine Pietà aus dem Jahr 1659).
- Roccaccia, auch Castello oder Cassero (senese) genannt, Burgruine im Ortsteil Montelaterone.
- Naturschutzgebiete Parco faunistico del Monte Amiata, Riserva naturale Monte Labbro und Riserva naturale Poggio all’Olmo.
- Pieve di Santa Maria a Lamula im Ortsteil Montelaterone, im 9. Jahrhundert entstandene Pieve.
- Pieve di Santa Mustiola im Ortsteil Bagnoli, bereits 1205 erwähnte Pieve.
- Chiesa di Sant’Anna, Kirche im Ortsteil Zancona.
- Chiesa di San Lorenzo, Kirche aus dem 12. Jahrhundert im Ortsteil San Lorenzo.
- Chiesa della Madonna a Salaiola, Kirche im Ortsteil Salaiola.
- Chiesa di San Giovanni Battista a Stribugliano, Kirche im Ortsteil Stribugliano.

## Söhne und Töchter der Gemeinde
- Davide Lazzaretti (1834–1878), Prediger und Mystiker